# 360 Carlova
360 Carlova è un asteroide della fascia principale del diametro medio di circa 115,76 km. Scoperto nel 1893, presenta un'orbita caratterizzata da un semiasse maggiore pari a 2,9981127 UA e da un'eccentricità di 0,1816918, inclinata di 11,71318° rispetto all'eclittica.
L'origine del suo nome è sconosciuta.